# Solyanka

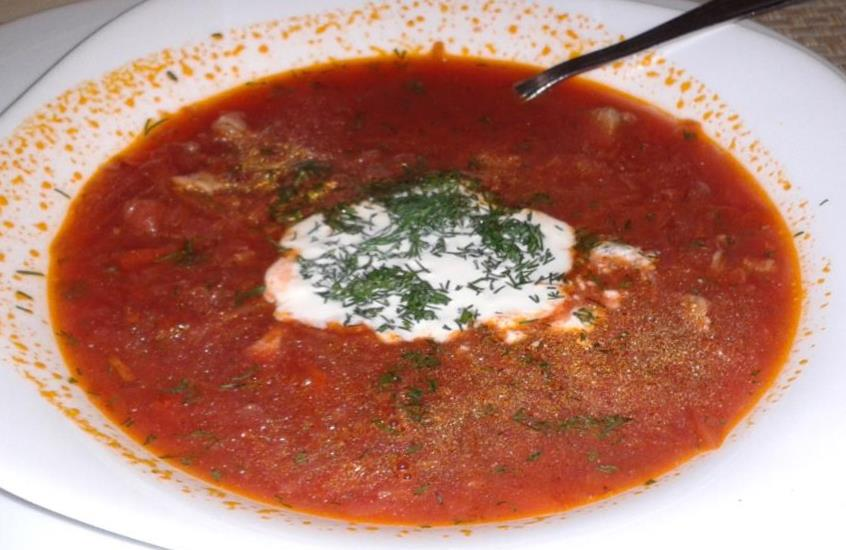
Solyanka em Kaliningrado.

Solyanka é uma sopa tradicional da culinária da Rússia baseada em pepinos cozidos em salmoura (picles) com carne, peixe ou cogumelos, e outros vegetais. A caraterística principal esta sopa é ser salgada, por causa dos picles, e daí deriva o seu nome (“sal” em língua russa|russo dis-ze “sol”). 

A solianka de carne é feita preparando um caldo de carne de vaca com ossos, de que se separa a carne e os ossos e se mistura com cebola salteada em manteiga e massa de tomate; juntam-se os picles cortados em cubos, pimenta em grão e louro. Depois de deixar que os sabores se unam, juntam-se as outras carnes já cozidas e cortadas: a carne de vaca do caldo, carne de porco, salsicha fresca, galinha, rins e fígado – quanto maior a variedade de carnes, melhor o sabor da solianka. Junta-se repolho ou chucrute, alcaparras (outro produto ácido e salgado) e deixa-se ferver. Serve-se com azeitonas, nata azeda, endro e casca de limão, por vezes com uma fatia de limão ao lado, pão ou, alternativamente, blinchiki ou blini (crepes recheados com queijo ou carne moída) ou kutaby (pasteis fritos do Azerbaijão).